# حصار يايسي (1464)
وقع حصار يايسي بين 10 يوليو و24 أغسطس 1464، أثناء الفتح العثماني للبوسنة والهرسك، عندما قام الجيش العثماني بقيادة السلطان محمد الفاتح بمحاولة جديدة بعد حصار يايسي 1463م لاستعادة البوسنة وفتح قلعة يايسي الإستراتيجية، جنوب بانجالوكا. على الرغم من القصف المكثف، تم صد الهجوم العثماني الأخير بشدة وبعد سماع أن الملك ماتياس ملك المجر كان يقترب من جيش الإغاثة، رفع السلطان محمد الفاتح الحصار.

## المعركة
احتل المجريون يايسي في ديسمبر 1463م، بعد حصار أعقب هجوم ماتياس كورفينوس على البوسنة في أواخر سبتمبر 1463م. يقال إن كورفينوس تمكن من الاستيلاء على أكثر من ستين مكانًا في البوسنة، تم تحصين الكثير منها.  في يوليو وأغسطس 1464م، أمر السلطان محمد الثاني شخصيًا بالحصار لاستعادة يايتشي. ربما كان الجيش العثماني قد انطلق من أدرنة في أواخر مايو وفقًا لأمبير، "فإن ماليبيرو يؤرخ حصار يايسي بين 10 يوليو و24 أغسطس، ويقول إنفيري أيضًا أنه بدأ في يوليو.
وصل القسم الرئيسي للجيش العثماني إلى يايتسي في 10 يوليو 1464م. صمد الدفاع المجري ضد الهجوم، حيث وصلت أخبار تقدم كورفينوس من نهر سافا إلى الجيش العثماني وأجبر السلطان محمد الفاتح على التخلي عن أمتعته، ورمي مدافعه في النهر، والتراجع إلى صوفيا في أغسطس  أو سبتمبر، حيث شتاء الجيش.
تم تعيين محمد باي مينيت أوغلو حاكمًا للبوسنة بعد هذا الحصار الثاني ليايسي.